# Deltas
Deltas (tiếng Hy Lạp: ?) là một khu tự quản ở vùng Trung Makedonías, Hy Lạp. Khu tự quản Deltas có diện tích 311 km², dân số theo điều tra ngày 18 tháng 3 năm 2001 là 40206 người.